# Ormai Árpádné
Ormai Árpádné (1899–1971) Kossuth-díjas gyapjúszövő, a Hazai Fésűsfonó üzemvezető-helyettese, sztahanovista.

## Élete
Ormainét 1949-ben élmunkás címmel, két alkalommal a Szakma Legjobb Munkása címmel tüntették ki. 1950-ben – Panyi Ferencnével, a Pamuttextilművek dolgozójával megosztva – megkapta a Kossuth-díj ezüst fokozatát, az indoklás szerint „négygépes rendszerrel teljesített 224 százalékos normájáért és az általa készített anyagok kiváló minőségéért”. 1970-ben a Felszabadulási Jubileumi Emlékéremmel díjazták. Részt vett a sztahanovista mozgalomban.